# Valentim Diniz
Valentim dos Santos Diniz ComB • GCIH (Pinhel, Pomares do Jarmelo, 18 de agosto de 1913 – São Paulo, 16 de março de 2008) foi um empresário português radicado no Brasil, fundador do Grupo Pão de Açúcar.

## Biografia
Em 1929, com 16 anos, emigrou para o Brasil, onde, 19 anos mais tarde, em 1948, abriria uma doçaria a que daria o nome de Pão de Açúcar. Ao longo do tempo, o negócio foi se expandindo, sendo hoje o maior grupo varejista do Brasil, a Companhia Brasileira de Distribuição.
A 21 de maio de 1968, foi agraciado com o grau de Comendador da Ordem de Benemerência, de Portugal. A 26 de novembro de 1980, foi agraciado com o grau de Grande-Oficial da Ordem do Infante D. Henrique, de Portugal. A 26 de novembro de 1987, foi agraciado com o grau de Grã-Cruz da Ordem do Infante D. Henrique, de Portugal.
Em 1995, deixou a presidência da empresa. Assumiu-a em seu lugar seu primogênito Abílio Diniz.
Foi presidente do Conselho da Comunidade Luso-Brasileira do Estado de São Paulo e presidente da Câmara Portuguesa de Comércio, ambos sediados na Casa de Portugal de São Paulo.

## Morte
No dia 16 de março de 2008, o empresário morreu, por falência de múltiplos órgãos, aos 94 anos de idade, no hospital Albert Einstein, em São Paulo.

## Família
Valentim Diniz foi casado com Floripes é pai de Abílio, Alcides e Arnaldo, e três filhas: Vera Lúcia, Sônia Maria e Lucília. Tem netos e bisnetos.